# Rodzina zbiorów
Rodzina zbiorów – wygodniejsza, często używana nazwa na określenie „zbioru zbiorów”.
W poniższych przykładach użycie słowa „zbiór” jest niezręczne językowo:
- zbiór wszystkich zbiorów otwartych danej przestrzeni topologicznej
- zbiór wszystkich dwuelementowych podzbiorów zbioru liczb naturalnych

Rodzina skończonaRodzinę zbiorów nazywamy skończoną, jeśli składa się ze skończonej liczby zbiorów (ma skończoną liczbę elementów).

## Podrodzina
Podrodzina – podzbiór danej rodziny (czyli podzbiór zbioru zbiorów).
Np.
- Zbiór wszystkich przedziałów ograniczonych na osi liczbowej tworzy podrodzinę rodziny wszystkich przedziałów osi liczbowej.
- Zbiór wszystkich zbiorów skończonych zbioru liczb rzeczywistych tworzy podrodzinę rodziny wszystkich podzbiorów przeliczalnych zbioru liczb rzeczywistych.